# Raionul Vinkivți, Hmelnîțkîi
Vinkivți (în ucraineană Віньковецький район, transliterat: Vinkovețkîi raion) este un raion în regiunea Hmelnîțkîi, Ucraina. Reședința sa este așezarea de tip urban Vinkivți.

## Demografie
Componența lingvistică a raionului Vinkivți
     Ucraineană (97,19%)
     Rusă (2,58%)
     Alte limbi (0,12%)
Conform recensământului din 2001, majoritatea populației raionului Vinkivți era vorbitoare de ucraineană (97,19%), existând în minoritate și vorbitori de rusă (2,58%).